# Ezra Klein
Ezra Klein (Irvine, California, 9 de mayo de 1984) es un periodista estadounidense. Participó como columnista y bloguero en The Washington Post y Newsweek. También contribuye en MSNBC. Anteriormente se desempeñó como editor asociado y bloguero político de tendencia liberal en el medio de divulgación política The American Prospect. En 2014 abandonó The Washington Post para sumarse a un nuevo proyecto de Vox Media, compañía de medios en la red.  En 2025 publicó Abundance junto con Derek Thompson.

## Biografía
Klein nació en Irvine, California, donde asistió a la University High School. Posteriormente se matriculó en la Universidad de California en Santa Cruz, pero luego se transfirió a la UCLA, donde se graduó en 2005 como B.A. en ciencia política. Klein fue criado en el judaísmo.

## Carrera
Klein inició su primer blog en febrero de 2003, "Ezra K". Pronto se asoció con Matt Singer y el nombre se transformó en "Klein/Singer: consultoría política a precios módicos". En junio de 2003 ambos se fueron al blog "Not Geniuses", conjuntamente con Ryan J. Davis y Joe Rospars. Después Klein se asoció con Jesse Taylor en Pandagon; esta sociedad le ayudó a Klein a ganar más visibilidad, y creó su propio blog, "Ezra Klein". El 10 de diciembre de 2007, Klein trasladó su blog de manera permanente a American Prospect. El 18 de mayo de 2009 comenzó a escribir en The Washington Post.
En 2003 trabajó en la campaña del precandidato Howard Dean en las elecciones primarias en el estado de Vermont.